# Аксугум
Аксугу́м (каз. Ақсоғым) — село у складі Чингірлауського району Західноказахстанської області Казахстану. Входить до складу Чингірлауського сільського округу.
Населення — 94 особи (2021; 85 у 2009, 89 у 1999).